# Gerald Bull
Pour les articles homonymes, voir Bull (homonymie).
Gerald V. Bull, né le 9 mars 1928 à North Bay en Ontario, mort assassiné le 22 mars 1990 à Bruxelles en Belgique, est un ingénieur canadien, spécialiste en balistique qui a opéré pour différents gouvernements : Canada, États-Unis, Afrique du Sud et Irak. Il a mené d'importantes recherches sur les super-canons capables de tirer sur de très longues distances ou de hautes altitudes.

## Biographie

### Jeunesse
Son père George Bull a déménagé à North Bay pour ouvrir un cabinet d'avocats. Il se convertit au catholicisme pour épouser Gertrude Isabelle LaBrosse. Ils auront neuf enfants, Gerald étant le neuvième. La famille est relativement aisée jusqu'au krach de 1929 qui la ruine. Sa mère meurt en 1930 des complications de l'accouchement de son dernier enfant. Son père fait une dépression nerveuse et commence à boire. Les enfants sont alors envoyés chez une de leurs tantes. Cette dernière meurt d'un cancer en 1934 et Gerald se trouve confié au soin de sa sœur aînée, Bernice. Lors de vacances chez un oncle, celui-ci le fait entrer au lycée jésuite Notre-Dame de Regiopolis où il est accepté malgré son jeune âge. Il s'intéresse alors déjà à l'aéronautique. Il va ensuite entrer à l'université Queen's alors qu'il n'a que seize ans. L'année suivante, l'université ouvre un Institut d'aérodynamique (l'actuel Institut de recherches spatiales) financé par le Bureau de recherche en défense du Canada (DRB) (depuis 2000 Recherche et développement pour la défense Canada) et il réussit à s'y faire accepter. Il va y concevoir un tunnel de test aérodynamique qui sera l'objet de sa thèse de doctorat qu'il soutient en 1951.

### CARDE
Le Canada a alors développé avec les Britanniques le programme CARDE, le Canadian Armament and Research Development Establishment (depuis 2000 DRDC Valcartier), créé initialement pendant la Seconde Guerre mondiale comme une opération conjointe avec les Britanniques pour étudier l'artillerie et la balistique, dans le but de renforcer les capacités de recherche canadiennes et de placer la technologie britannique à l'abri des Allemands. Créé sur des terrains militaires d'entraînement et de champs de tir en dehors de Valcartier, au nord-ouest de la ville de Québec, CARDE devient ensuite l'une des divisions de recherche de la DRB disposant de fonds importants juste après la guerre. CARDE mène des recherches sur les vols supersoniques et sur différents projets de missiles et roquettes quand on propose à Bull de les rejoindre. Cela allait être l'introduction de Bull dans le domaine de la balistique. Il va alors s'intéresser aux super-canons capables d'envoyer de petits objets à de très grandes distances. Bull s'intéresse également à la mise en orbite de satellite par ce moyen. Le programme est arrêté quelques années plus tard à la suite d'un arrêt de financement du Canada.
Il est en 1954 au CARDE en qualité de directeur du département d'aéronautique et entretient notamment des contacts avec Henri-Paul Koenig, professeur de physique à l'Université Laval.
Il se marie en juillet 1954 avec Noemi "Mimi" Gilbert avec laquelle il aura sept enfants dont Philippe né en 1955 et Michael né en 1956.

### Travail aux États-Unis

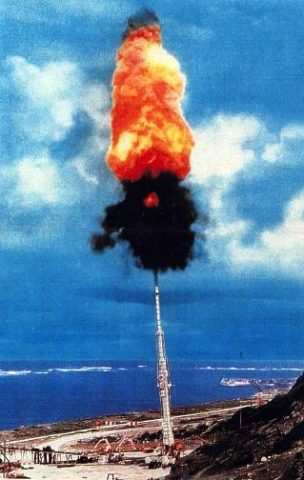
Canon de du projet HARP.

Bull va alors devenir professeur à l'Université McGill tout en créant sa propre société de recherche, Space Research Corporation (en), spécialisée en balistique, dont il installe les laboratoires à Highwater (en) au Québec à la limite avec l'État américain du Vermont. Il va alors travailler avec les Américains qui s'intéressaient déjà à ses recherches. Grâce à une décision exceptionnelle du Congrès (la troisième de l'histoire après Lafayette et Churchill), il acquiert la double nationalité américaine et canadienne, ce qui lui permet de travailler plus facilement pour le département de la Défense. Il va alors travailler sur le projet HARP, le High Altitude Research Program. Mais cette double-nationalité lui interdit désormais d'user de la protection juridique canadienne sur le sol des États-Unis d'Amérique.

### Travail pour l'Afrique du Sud
Alors que les États-Unis ont officiellement décrété un embargo sur les armes en direction de l'Afrique du Sud pour cause d'apartheid, il va, avec l'appui de la CIA, travailler à l'amélioration de la portée des canons sud-africains, l'Afrique du Sud étant alors engagée dans la guerre de la frontière sud-africaine contre l'Angola communiste, soutenu par l'URSS. Les Sud-Africains sont alors confrontés aux lance-roquettes soviétiques d'une plus grande portée que leurs canons. Bull va ainsi doubler la portée des canons automoteurs de l'armée sud-africaine et permettre un retournement de situation.
Mais en 1978 le soutien américain au régime de l'apartheid éclate au grand jour provoquant un scandale. La société de Bull est poursuivie pour violation de l'embargo. Ironie de l'histoire : Bull n'aurait pas pu être poursuivi s'il avait gardé son unique nationalité canadienne. La CIA lui conseille alors de plaider coupable évitant ainsi une enquête approfondie de la Justice américaine. Mais en plus d'une forte amende, Bull est condamné à une peine de six mois de prison ferme, ce qu'il n'avait pas prévu. Bull est très contrarié par le verdict, il est traité comme un délinquant par le pays qu'il pensait servir. Il effectue sa peine dans un pénitencier fédéral de Pennsylvanie. À sa sortie, il quitte les États-Unis pour s'installer en Belgique, mais rien ne dit qu'il coupe les ponts avec la CIA pour autant.

### Travail pour l'Irak
Toujours dans le cadre d'une collaboration avec la CIA, il est engagé au service du régime irakien de Saddam Hussein poussé par les États-Unis à la guerre contre l'Iran de Khomeini[réf. nécessaire]. Ironie de l'histoire, les canons que Bull a aidé à améliorer en Afrique du Sud sont livrés par ces derniers aux Iraniens... En réponse, il conçoit alors pour les Irakiens le système d'artillerie autopropulsé Al Faw d'un calibre de 210 mm surnommé Super-canon. Après la fin du conflit irano-irakien, Bull leur parle de ses projets d'un super-canon à charge conventionnelle mais aussi atomique. Cela devient le projet Babylone d'un super-canon fixe avec un tube long de plus de 150 mètres. Le projet sera brutalement interrompu par la mort violente de Bull.

### Assassinat
Il est assassiné de deux balles de 7,65 mm dans la nuque et trois dans le dos devant la porte de son appartement bruxellois le 22 mars 1990. C'est l'œuvre d'un professionnel. Le tireur a pris soin d'enlever les douilles après le meurtre et n'a pas volé l'importante somme d'argent en liquide contenue dans la sacoche. 
Le journaliste Gordon Thomas, spécialiste du Mossad, affirme qu'il est prouvé que l'assassinat est l'œuvre des services secrets israéliens : il a notamment publié en ligne le compte-rendu d'entretiens qu'il a eus avec plusieurs hautes autorités et agents du Mossad (en particulier Meir Dagan et Rafi Eitan), où il est expliqué en détail comment ceux-ci ont opéré pour éliminer Gerald Bull. Officiellement cependant, les commanditaires et les raisons de son assassinat n'ont jamais été retrouvés, mais plusieurs hypothèses ont été émises sur les meurtriers : 
- Des agents du Mossad, les services secrets israéliens[3]. Israël pouvait se sentir menacé par la construction du super-canon nucléaire qui pouvait atteindre son territoire. Selon certaines sources israéliennes, il aurait été approché par le Mossad pour arrêter sa coopération avec le régime irakien et une compensation lui aurait été proposée[1] mais sa famille nie qu'un tel contact ait eu lieu (son fils travaillait avec lui)[1]. Pourtant selon d'autres sources israéliennes, le super-canon irakien ne constituait pas une réelle menace à court terme et ayant une installation fixe, il aurait été facile à détruire par l'aviation israélienne[1]. Et surtout le projet était loin d'être achevé.
- Des agents iraniens pour se venger de la précédente guerre ou pour prévenir la prochaine.
- La CIA. Dans une interview, des membres de la famille Bull ont émis des réserves à propos de l'engagement de Gerald Bull avec la CIA dans les années 1980. Selon d'autres sources, Gerald Bull aurait toujours mal vécu ce qu'il jugeait être un « abandon » par la CIA face à la justice américaine[1] et aurait pu décider de revenir aux États-Unis et de parler[1]. La CIA aurait alors décidé de le supprimer et aurait alors sous-traité l'assassinat avec le Mossad israélien, hypothèse la plus probable.
- Les services secrets britanniques : peu de temps avant la guerre du Golfe, Farzad Bazoft, un journaliste anglais (travaillant peut-être lui aussi pour les services secrets) part enquêter sur une violente explosion qui s'est produite dans les environs de Bagdad. Il se trouve que cet homme enquêtait depuis quelque temps sur les activités de la société dirigée par Bull basée à Bruxelles. Mais il est arrêté et exécuté en mars 1990. Les représailles anglaises ne se font pas attendre. Les douaniers saisissent une cargaison de tubes usinés en Grande-Bretagne. Officiellement, il s'agit d'éléments de pipeline, mais certains y voient les pièces du super-canon de Saddam Hussein. L'assassinat de Bull vient ensuite clore cette affaire qui met mal à l'aise le gouvernement britannique car il y a là violation de l'embargo sur les armes à destination de l'Irak. Il est possible que les agents ayant décidé l'élimination du fabricant de canons aient agi sans ordre de leur hiérarchie[4].

Selon les dires du premier ministre israélien qui était au pouvoir au moment de son assassinat, l'assassin se trouverait quelque part en Amérique centrale.

## Travaux
Il a empiriquement déterminé qu'un rapport de 45 entre la longueur du canon et le diamètre de celui-ci offrait le meilleur rendement en termes de portée[réf. souhaitée].
Il fabriquait des super-canons qui pouvaient envoyer de petits objets à de très grandes distances. Le principe de ces canons est le suivant : un long tube avec une enfilade d'ouvertures latérales qui contiennent chacune une charge de poudre. Un chariot est lancé dans le tube, son moyen de propulsion étant fourni par des explosions de poudre. Les charges explosent peu après le moment où le chariot passe devant l'ouverture correspondante. Le chariot acquiert ainsi une vitesse extrême, et seule la charge utile est expédiée au loin.
Un tel système est relativement facile à concevoir, mais les contraintes du monde physique rendent difficiles son implantation. Normand Lester a rapporté que Bull mettait au point de tels supercanons pour le compte de l'Irak juste avant la première guerre du Golfe. Ces rumeurs n'ont pas été confirmées, ni infirmées.
Aujourd'hui, il semble que le DARPA soit intéressé par ces canons, car ils permettent de mettre en orbite de petits satellites. Ils ont cependant un inconvénient majeur[réf. nécessaire]: ils impriment une accélération de 20 000 fois l'accélération terrestre aux objets lancés. Un obus de canon peut supporter une telle accélération, mais pas les équipements d'un satellite de communications, par exemple.